# Кузьминовка (Стерлітамацький район)
Кузьми́новка (рос. Кузьминовка, башк. Кузьминовка) — присілок у складі Стерлітамацького району Башкортостану, Росія. Входить до складу Первомайської сільської ради.
До 9 лютого 2008 року присілок називався селище Южного отділення.
Населення — 251 особа (2010; 249 в 2002).
Національний склад:
- башкири — 32%